# Schatten der Vergangenheit (1919)
Schatten der Vergangenheit ist ein deutsches Stummfilmmelodram aus dem Jahre 1919 von Paul von Woringen mit Lotte Neumann in der Hauptrolle.

## Handlung
Weil Gilda Rüttener nach längerer Zeit Pensionsaufenthalt zu Muttern heimkehrt, gibt Frau Magda Rüttener ihr zu Ehren eine kleine Party, an der auch Dr. Stefan Solm teilnimmt. Dieser arbeitete als Assistent Dr. Hellmanns, Gildas Onkel und zugleich Leiter einer Irrenanstalt. Als Gilda den Onkel eines Tages an seiner Arbeitsstätte besucht, entnimmt sie einem Aufnahmedokument, dass einst auch ihr Vater hier eingeliefert wurde. Der Befund lautete damals: Lähmung. Ein Dienstmädchen verrät Gilda, dass ihr alter Herr einst auch an dieser Erkrankung gestorben war. Als Hellmann ihr einiges über die Vererbung von Geisteskrankheiten erklärt und sie später ein ähnliches Gespräch zwischen dem Onkel und seinem Assistenten mithört, glaubt Gilda, ihr Leben sei verpfuscht, da sie sich niemals mit demjenigen Mann vereinigen dürfe, den sie lieben werde. Die Schatten der Vergangenheit bekommen eine völlig neue Wendung, als sie Manuel Alverez begegnet. Der nämlich behauptet, nicht nur einst Magdas Liebhaber gewesen zu sein, sondern auch noch, dass nicht Rüttener, sondern er selbst ihr Vater sei. Befreit atmet Gilda auf, einer gemeinsamen Zukunft mit Solm, in den sie sich verliebt hat, steht nun nichts mehr im Wege.

## Produktionsnotizen
Schatten der Vergangenheit entstand im Mutoskop-Film-Atelier in Berlin-Lankwitz, war 1600 (1919) respektive 1550 Meter (Neuzensur 1921), verteilt auf vier Akte, lang, erhielt Jugendverbot und erlebte im Juni 1919 seine Uraufführung in Berlins Biophontheater.

## Kritik
„Lotte Neumann ist ja ein Programm für sich. Sie hat ihre Anhänger, bei denen sie sich durch ihren Charme immer wieder von neuem einzuschmeicheln versteht. Die Güte dieses Films ist hervorragend.“